# 정곤수 묘역
정곤수 묘역은 대한민국 경기도 파주시 진동면 하포리에 있다. 2009년 11월 3일 파주시의 향토문화유산 제28호로 지정되었다.

## 개요
정곤수(1538∼1602)의 묘로 진동면 하포리 산128번지에 위치하고 있다. 조선 중기의 문신으로 본관은 청주(淸州), 초명은 규(逵), 자는 여인(汝仁), 호는 백곡(栢谷)·경음(慶陰)·조은(朝隱)이다. 곤수는 선조의 하사명으로 성주(星州)에 향촌적 기반을 두고 있었다. 아버지는 부사맹 사중(思中)이며, 어머니는 부사과 정희수(鄭希壽)의 딸이다. 큰아버지인 대호군 승문(承門)에게 양자로 들어갔다. 명종 20년(1565) 예안 도산정사(陶山精舍)로 이황(李滉)을 찾아가 『심경(心經)』을 전수하였다. 그 이후로도 관계를 지속하여, 1566년에는 김굉필(金宏弼)의 사적·시문과 그에 관한 다른 선비들의 글을 모아 이황에게 보냈고 이황은 그것들을 바탕으로 『경현록(景賢錄)』을 편찬하였다.
1555년 별거초시(別擧初試)를 거쳐 1567년에 진사시에 합격하였다. 1587년에는 황해도관찰사로 나가 기근을 잘 극복하여 서천군(西川君)에 봉해졌고 이어 병조·이조의 참판, 대사간을 거쳐 1592년 임진왜란 때 우승지(右承旨)로서 선조의 서행(西行)에 호종하였다. 1601년 이항복(李恒福)과 함께 호종(扈從)의 원훈(元勳)으로 녹훈되었으며 1604년 서천(西川)부원군에 추봉, 영의정이 추증되었다. 그는 생전에 서역과 관련하여 뛰어났고 전고(典故)에도 밝았으며 문집 『백곡집(栢谷集)』을 남겼다. 사후에 성주(星州)의 유계서원(柳溪書院)에 배향되었다. 정곤수는 살아있을 때 보다 최근에 재미난 일로 사람들에게 알려졌는데 그 이유는 바로 초상화 때문이었다. 육안으로 보면 뒤에 호피를 깐 의자위에 관복을 입은 멋진 풍채를 가진 분위기가 그림에서 물씬 풍겨져 나온다. 하지만 채색 상태를 보여주는 X-ray 사진을 통해 보면 바로 관복 밑에 청나라의 복식을 한 원본이 나타나 누구의 초상화인지 알 수 없어서 전 정곤수 초상 이라고 칭하고 있다.